# Vláda Philippa Scheidemanna
Vláda Philippa Scheidemanna známá taktéž jako Výmarská koalice byla vláda Německé říše působící od 13. února do 20. června 1919. Jednalo se o první kabinet období Výmarské republiky.
Vláda měla 14 členů, tvořila ji koalice Sociálnědemokratické strany Německa (SPD), Německé demokratické strany (DDP) a Centra. Celkově měla ve směnu pohodlnou většinu 330 poslanců z celkových 423. Portfeje byly původně rozděleny v poměru 7:3:3. Ve vládě byl navíc jeden nestraník. Kabinet podal demisi kvůli neshodám ohledně podepsaní nadiktované Versailleské smlouvy z Pařížské mírové konference. 

## Vznik vlády
Po porážce v první světové válce a kolapsu německé monarchie v listopadu 1918 se chopili moci sociální demokraté v čele s Friedrichem Ebertem. Vznikla tzv. Rada lidových představitelů, kterou tvořili 3 zástupci umírněný sociálních demokratů (SPD) a 3 zástupci radikálů z Nezávislé sociální demokracie (USPD). Rada uzavřela příměří z Compiègne a dovedla zemi k prvním demokratickým volbám v lednu 1919. Z vítězství se radovala SPD s 163 mandáty, druhé skončilo katolické Centrum s 91 mandáty a třetí byli levicoví liberálové z Německé demokratické strany s 75 křesly.
První zasedání nově zvoleného směnu proběhlo 6. února 1919 v politicky klidném Výmaru. Berlín se v té době zapamatovával z krvavého povstání spartakovců. Směn schválil prozatímní ústavu a zvolil 11. února 1919 Eberta za říšského prezidenta. Ten samý den oficiálně požádal Ebert kolegu z SPD Philippa Scheidemanna o sestavení vlády. Po jednání, kde si SPD kladla mnoho podmínek, vznikla koalice SPD, Centra a německých demokratů, kterou tvořilo 7 zástupců SPD, 3 Centra a 3 DDP.

## Politika vlády

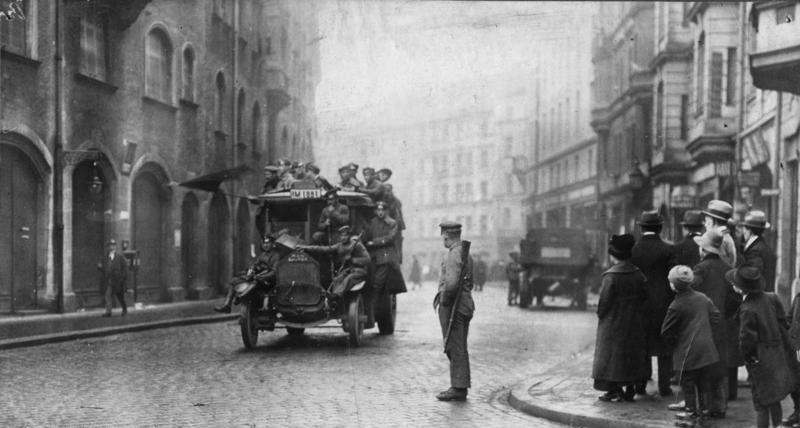
Rudé gardy v ulicích Mnichova

Vnitřní politika v roce 1919 byla definována mnohými levicovými povstáními a separatistickými hnutími. Krvavé potlačení povstání spartakovců v Berlíně v lednu 1919 vedlo pouze k dalším podobným výbuchům násilí. V Mnichově byla vyhlášená Bavorská republika rad, v Porúří dělníci obsazovali továrny a zakládali nezávislé sověty. V Berlíně svolali komunisté společně s USPD generální stávku, která přerostla v další levicové povstání (více: Březnové boje). Všechny pokusy o ustavení vlády proletariátu byly krvavě potlačeny pomocí polovojenských jednotek Freikorps. Dalším velkým problém bylo směřování hospodářství. Sociální demokraté měli v programu znárodnění průmyslu už od roku 1891, ale jelikož mnoho radikálních členů stranu opustilo stranu, tento požadavek byl zmírněn na postupné reformování německé ekonomiky. Centrum a DDP naopak prosazovali tržní hospodářství s důrazem na maximální výrobu.   
Zahraniční politika byla jasně definována podepsáním příměří s dohodovými státy a přípravou na mírovou konferenci v Paříži. Německé diplomatické vztahy se na začátku roku 1919 smrskly na Švýcarsko, Nizozemsko a několik východoevropských zemí, a tak Němci nevěděli, co se v Paříži chystá. Vláda dvakrát prodloužila příměří a to 13. prosince 1918 a 12. ledna 1919. Při třetím prodloužení, 16. února 1919, na vrhl ministr zahraničí Brockdorff-Rantzau jeho odmítnutí, a to především kvůli stupňujícímu se konfliktu s Poláky v Poznaňsku. Koaliční lídři se ale rozhodli třetí prodloužení podpořit a poslali Dohodě nótu žádající vytyčení linie kontroly mezi Němci a Poláky na východě země. Následně byla celá problematika ponechána na ministra Erzbergera. Dne 14. března 1919 podepsali Němci  potřebnou dohodu o dodávce potravin ze zahraničí a následně se ale celá zahraniční jednání zastavila na problému o přesunu Modré armády (polská armáda bojující na západní frontě) z Francie do Polska přes Danzig (dnešní Gdaňsk). Kabinet se obával, že přesun velkého vojska do města by zapříčil obsazení Západního Pruska Poláky, a to ještě před začátkem mírové konference. Nakonec se Modrá armáda musela dopravit do nově vzniklé Polské republiky po souši skrz Německo.      

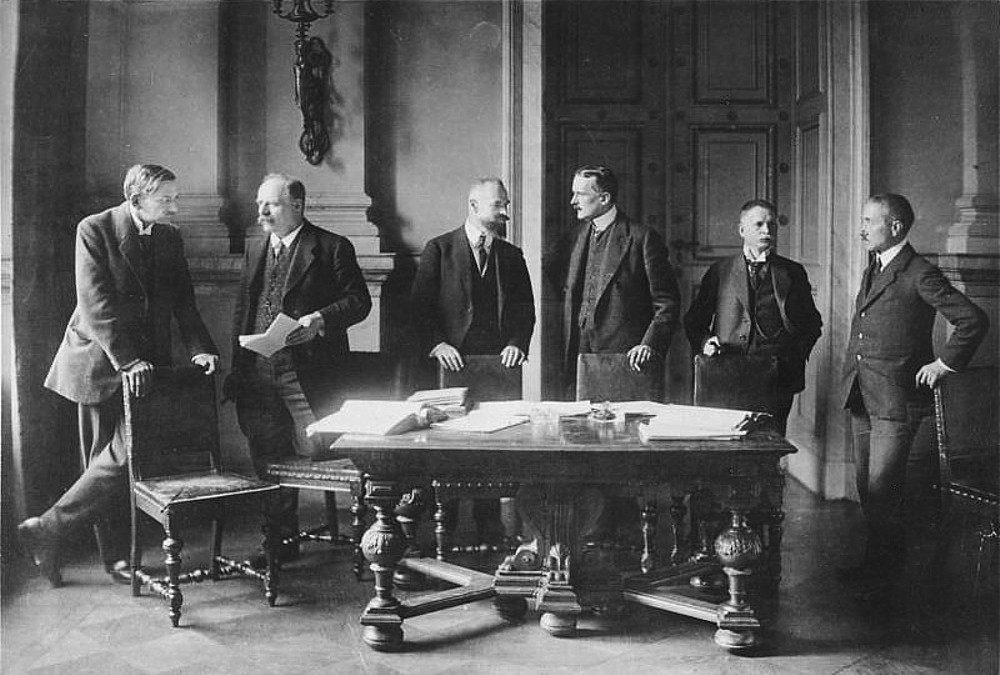
Německá delegace při Pařížské mírové konferenci, zleva doprava Walther Schücking, Johannes Giesberts, Otto Landsberg, Ulrich von Brockdorff-Rantzau, Robert Leinert a Karl Melchior

### Pařížská mírová konference
Německá delegace na Pařížské mírové konferenci měla být zcela pod taktovkou německé vlády. Dostala své pravomoci a pokud by došlo na významná rozhodnutí musela konzultovat s vládou. Kabinet zcela mylně soudil, že v Paříži dojde na jednání, která budou založena na 14. bodech prezidenta Wilsona. Němci zažili šok, když místo jednání jim spojenci rovnou předložili draft mírové smlouvy (později známé jako Versailleské smlouvy). Dokument zahrnoval označení Německa jako viníka války, výrazně omezil německou armádu a nařídil placení vysokých reparací. Delegace byla zavolána zpět do Německa na konzultace, které ale Němcům v ničem nepomohli. Konečná verze smlouvy byla německé vládě předložena 16. června 1919 s pětidenním ultimátem pro přijetí.
Německá politická scéna byla zděšena a smlouva byla označena za nesplnitelnou, neúnosnou a nepřijatelnou. Vláda si ale byla vědoma, že pokud nepodepíše smlouvu, hrozí kompletní okupace Německa dohodovými vojsky. Sociální demokraté a katolické Centrum byli pro podepsání smlouvy, proti se stavěli němečtí demokraté. Dne 19. července 1919 proběhla poslední schůzka kabinetu, kde nedošlo ke shodě a vláda okolo půlnoci podala demisi. Nová vláda vznikla 21. července 1919 pod vedením sociálního demokrata Gustava Bauera a skládala se z sociálních demokratů a katolického Centra (více: vláda Gustava Bauera). Scheidemannova vláda vedla Německo 127 dnů.

## Seznam členů vlády

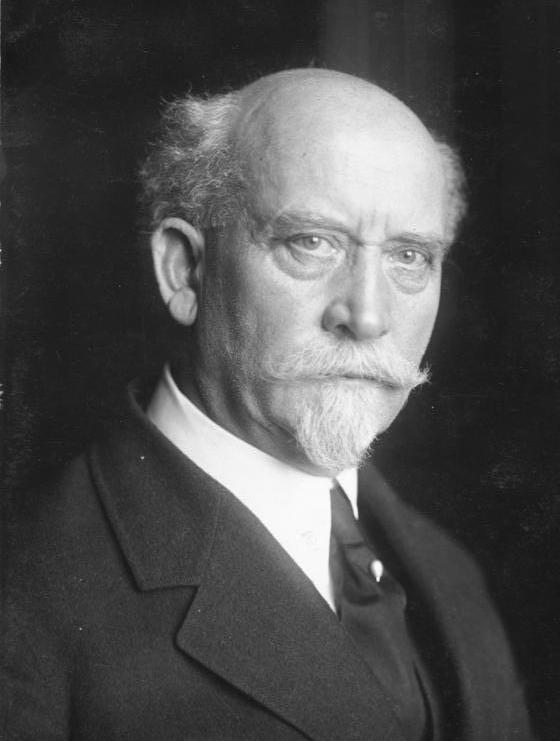
Ministerský předseda Philipp Scheidemann

| Funkce                                           | Ministr                       | Strana | Strana      | Nástup do úřadu | Odchod z úřadu  |
| ------------------------------------------------ | ----------------------------- | ------ | ----------- | --------------- | --------------- |
| Ministerský předseda                             | Philipp Scheidemann           |        | SPD         | 13. února 1919  | 20. června 1919 |
| Zástupce ministerského předsedy, Ministr financí | Eugen Schiffer                |        | DDP         | 13. února 1919  | 19. dubna 1919  |
| Zástupce ministerského předsedy, Ministr financí | Bernhard Dernburg             |        | DDP         | 30. dubna 1919  | 20. června 1919 |
| Ministr zahraničí                                | Ulrich von Brockdorff-Rantzau |        | bezpartijní | 13. února 1919  | 20. června 1919 |
| Ministr vnitra                                   | Hugo Preuß                    |        | DDP         | 13. února 1919  | 20. června 1919 |
| Ministr spravedlnosti                            | Otto Landsberg                |        | SPD         | 13. února 1919  | 20. června 1919 |
| Ministr hospodářství                             | Rudolf Wissell                |        | SPD         | 13. února 1919  | 20. června 1919 |
| Ministr výživy                                   | Robert Schmidt                |        | SPD         | 13. února 1919  | 20. června 1919 |
| Ministr práce                                    | Gustav Bauer                  |        | SPD         | 13. února 1919  | 20. června 1919 |
| Ministr obranných sil                            | Gustav Noske                  |        | SPD         | 13. února 1919  | 20. června 1919 |
| Ministr dopravy                                  | Johannes Bell                 |        | Centrum     | 13. února 1919  | 20. června 1919 |
| Ministr pošt                                     | Johannes Giesberts            |        | Centrum     | 13. února 1919  | 20. června 1919 |
| Ministr říšských klenotů                         | Georg Gothein                 |        | DDP         | 21. března 1919 | 20. června 1919 |
| Ministr kolonií                                  | Johannes Bell                 |        | Centrum     | 13. února 1919  | 20. června 1919 |
| Ministr bez portfeje                             | Eduard David                  |        | SPD         | 13. února 1919  | 20. června 1919 |
| Ministr bez portfeje                             | Matthias Erzberger            |        | Centrum     | 13. února 1919  | 20. června 1919 |
| Ministr bez portfeje                             | Georg Gothein                 |        | DDP         | 21. března 1919 | 20. června 1919 |